# Département de Duékoué
Le département de Duékoué est un département de Côte d'Ivoire.